# Zauía de Sidi Muhammad Ben Sliman al-Yazuli
La Zauía de Sidi Muhammad Ben Sliman al-Jazuli (también Zaouia de Sidi Ben Slimane al-Jazouli o Zawiya al-Jazuliya, entre otras variantes) es un complejo religioso islámico (zauía) en Marrakech, Marruecos. Se centra en torno a la tumba del estudioso musulmán y sufí del siglo XV valí Muhammad al-Jazuli (también conocido como Imán al-Jazuli, nombre completo: Abū 'Abdullah Muḥammad ibn Sulaymān ibn Abū Bakr al-Jazūli al-Simlālī), que es uno de los Siete santos de Marrakech.

## Antecedentes históricos
Al-Yazuli fue una figura importante en la historia del sufismo marroquí. Vivió en una época en la que los movimientos sufíes locales también llenaban un vacío de liderazgo político contra la invasión de las fuerzas portuguesas y españolas en el país. Originario de la región de Sus, en el sur de Marruecos, pasó mucho tiempo en Fez, donde escribió su obra más famosa, el Dala'il al-Jayrat, y adquirió una enorme influencia sobre zauías y seguidores de todo el país.: 335–36  Posteriormente se desplazó por la costa de Marruecos hasta que murió cerca de Esauira en 1465 y fue enterrado en el pueblo de Afoughal.: 336 
Más tarde, los primeros miembros de la sultanato saadí, que también procedían de la región de Sus, se asociaron con los seguidores de al-Yazuli para establecer su propio poder político en el sur de Marruecos. Así, cuando Ahmad al-Araŷ (fundador efectivo del sultanato saadí) se trasladó a Marrakech en 1521, no tardó en organizar el traslado del cuerpo de al-Yazuli hasta aquí en 1523-1524 junto con el de su propio padre (que había sido enterrado cerca de Al-Yazuli en 1517). Los saadíes construyeron un complejo religioso y una mezquita alrededor del nuevo mausoleo.: 123 
Tras el reinado de Mohammed ash-Sheikh (hermano de Ahmad, que había logrado destronarlo), la dinastía se distanció de los discípulos de al-Yazuli. No obstante, al-Yazuli llegó a ser considerado uno de los [Siete santos de Marrakech y su tumba era una parada destacada para los peregrinos de la ciudad.  Aunque la mezquita del complejo podría datar del periodo saadí, el resto de la zauía fue modificado y restaurado con frecuencia a lo largo de los años, sobre todo en el siglo XVIII. El sultán alauí Moulay Isma'il fue el responsable de la construcción de la actual cámara del mausoleo con su gran cúpula piramidal, así como de la ampliación de la mezquita anexa y su conversión en mezquita aljama.: 474  La fuente pública del complejo también data de esta época. La zauía fue significativamente restaurada o modificada bajo Mulay Muhammad ibn Abdallah (que fue nombrado gobernador de Marrakech en 1746 y gobernó como sultán de 1757 a 1790) y fue reparada en 1867-68 bajo Moulay Muhammad ibn Abd al-Rahman.: 509, 533 

## Arquitectura y diseño

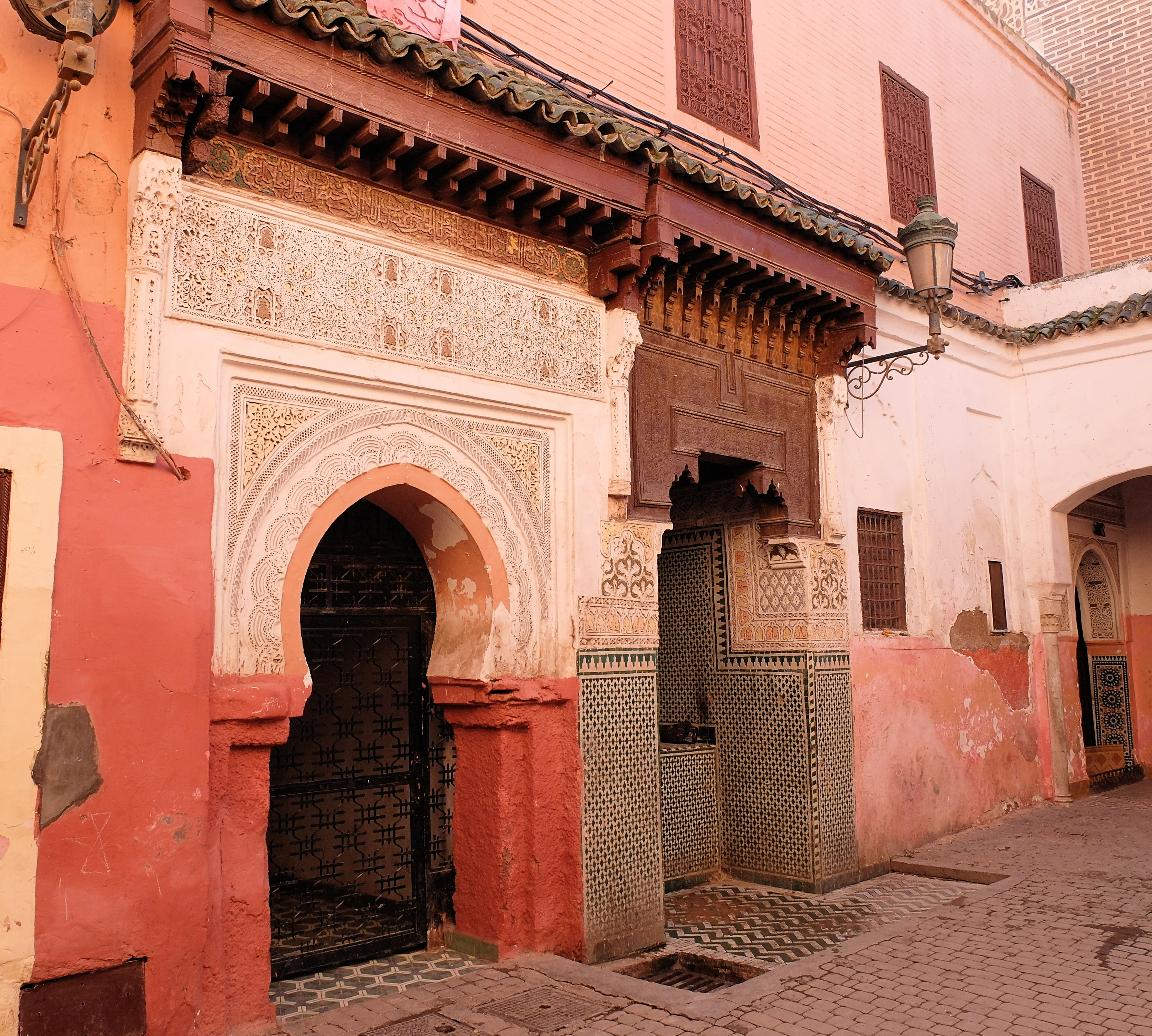
Una de las entradas principales (izquierda) de la zawiya y, junto a ella (derecha), la fuente pública de la zauía. La decoración incluye estuco tallado, un dosel de madera tallada y azulejos de zellige.

### El complejo de la mezquita y el mausoleo
La zauía es un conjunto de estructuras e instalaciones que ofrecen una serie de servicios y funciones. Su arquitectura es similar a la de otros complejos religiosos saadíes de finales del siglo XVI, como la Mezquita Mouassine y la Mezquita Bab Doukkala, así como la posterior Zauía de Sidi Bel Abbes. El centro del complejo lo ocupa una mezquita de planta rectangular compuesta por un patio casi cuadrado (sahn) y una sala de oración interior dividida en cinco naves por hileras de arcos. El interior de la mezquita no está muy decorado. Al norte del sahn hay otro patio que conduce a la cámara del mausoleo de al-Yazuli: una gran cámara cuadrada más alta que las estructuras circundantes y cubierta por una cúpula de entramado de madera y, desde el exterior, un tejado piramidal con tejas verdes, visible desde la calle y típico de las estructuras reales y religiosas marroquíes. Inmediatamente al este del mausoleo se encuentran dos de las entradas principales de la zauía, junto a una fuente pública decorado. Detrás hay una pequeña cámara que servía de madrasa o escuela. El resto del complejo, en su lado oriental, está ocupado por la casa del muqaddam, un hospicio para peregrinos y una gran midha (abluciones) con una pila central de agua y 14 letrinas.

### El cementerio y el mausoleo saadí
La creación de la zauía también condujo al desarrollo de un pequeño cementerio a lo largo de su flanco occidental (separado de la cámara del mausoleo real de al-Yazuli) que también sirvió como el primer lugar de enterramiento de la dinastía saadí en Marrakech (antes de las posteriores tumbas saadíes en la Qasba). Poco después de que Mohammed ash-Sheikh fuera asesinado por el tomanos en 1557, Ahmad al-'Araj (su hermano) fue ejecutado, junto con todos sus posibles herederos varones, lo que permitió a Abu Abdallah al-Qaim acceder al poder sin oposición. Al cabo de un tiempo, Ahmad y sus hijos fueron enterrados cerca del mausoleo de al-Yazuli por iniciativa del erudito local Abu 'Amru al-Qastali al-Murrakshi. Según la inscripción de su lápida, su hija Aysha fue la responsable de erigir el mausoleo abovedado, conocido como "Qubba al-Ashraf", sobre su tumba. Su lápida, tallada en mármol negro, desapareció después de 1946. Se cree que otra lápida dentro del mausoleo corresponde al padre de Ahmad, Abu Abdallah al-Qaim (también conocido como al-Qa'im bi-'Amrillah), aunque esto no está confirmado por ninguna inscripción. La estructura del mausoleo es una sencilla cámara de ladrillo con una cúpula sobre una base octogonal. En el interior, las paredes superiores de la cámara están decoradas con motivos arabescos y epigráficos tallados en yeso.